# François Prosper Jacqmin
Pour les articles homonymes, voir Jacqmin.
François Prosper Jacqmin (1820-1889) est un ingénieur polytechnicien français ayant fait toute sa carrière dans les chemins de fer, il sera notamment directeur de la Compagnie des chemins de fer de l'Est. Il a publié plusieurs ouvrages sur les chemins de fer.

## Biographie
François Prosper Jacqmin est né le 30 mai 1820 à Paris. Après avoir été scolarisé au Lycée Charlemagne il passe le concours d'entrée de l'École polytechnique, qu'il intègre en 1839 au 67e rang sur 135, il passe ensuite par l'École des ponts et chaussées.
Il entre à la Compagnie du chemin de fer de Paris à Lyon en étant nommé ingénieur ordinaire des ponts et chaussées, poste qu'il occupe jusqu'en 1855. Il passe ensuite par les lignes de Lyon à Genève et Lausanne à Fribourg et Berne avant d'entrer comme directeur d'exploitation à la Compagnie des chemins de fer de l'Est en 1859. À ce poste il réalise de nombreux ouvrages d'arts et gares et en 1870 il coordonne le transports des troupes vers le front en Lorraine. Il devient directeur de la compagnie en 1872.
En 1864 il devient professeur à l'École des ponts et chaussées ou il enseigne le cours sur « l'exploitation des chemins de fer » dont il tirera plusieurs ouvrages (voir publication).
Il est nommé au grade de commandeur de la Légion d'honneur en 1874.
Il meurt à Paris le dimanche 28 avril 1889, quelques jours avant la date prévue pour sa retraite.

## Réalisations
- Gare de Dijon
- Gare de Chalon-sur-Saône
- Gare de Lyon-Vaisse
- Gare de Lyon-Perrache
- Gare de Lyon-Brotteaux
- Gare d'Ambérieu
- Gare de Culoz
- Gare de Genève

## Publications
- De l'exploitation des chemins de fer, leçons faites en 1867 à l'École impériale des Ponts et Chaussées, Garnier Frères, Paris 1868 (intégral).
- Des machines à vapeur, leçons faites en 1869-1870, à l'École impériale des Ponts et Chaussées, Garnier Frères, Paris 1870 (intégral).
- Les chemins de fer pendant la guerre de 1870-1871, leçons faites en 1872, à l'École des Ponts et Chaussées, Hachette et cie, Paris 1874 (extrait).
- (en) Railroad employes in France : An account of the organization of railroad service on a French railroad, Railroad Gazette, 1877, 37 pages.
- M. de Franqueville, conseiller d'État, Directeur général des Ponts et Chaussées et des Chemins de fer : Sa vie et ses Travaux, Hachette et Cie, 1877, 155 pages.
- Étude sur l'exploitation des chemins de fer par l'État, impr. J. Calye, 1878, 104 pages.
- Exposition universelle internationale de 1878 à Paris, groupe VI, classe 64 :Rapport sur le matériel des chemins de fer, imprimerie nationale, 1880, 324 pages.

## Hommage
- Commandeur de la Légion d'honneur